# Nisan Belțer
Nisan Belțer (născut Nissan Beltzer, cunoscut și ca Nise Belțer; n. 1824, Vilna, Imperiul Rus – d. 1906, Sadagura, Bezirk Czernowitz, Ducatul Bucovinei, Austro-Ungaria) a fost un cantor și autor de muzică liturgică evreiască. Cunoscut de asemenea și ca Nisan (Nise) Spivak.

## Biografie
Nisan Belțer s-a născut în Lituania. De mic copil a cântat la cantorul Zalman Zinger din Uman, iar apoi a organizat corul evreiesc din Telenești. A fost mai apoi cantor la Bălți, de unde îi provine numele, și la Chișinău. Din 1877 locuiește și cântă la Berdîciv.

## Creația
Nisan Belțer este un autor și interpret de muzică religioasă evreiască. A devenit popular drept  cantor la Chișinău. Este unul dintre cei mai importanți novatori ai muzicii liturgice evreiești și ai artei interpretative, autor a numeroase compoziții, în care a pus accentul pe cor. Este de asemenea fondatorul celei mai importante școli de cantori din Rusia. Una dintre melodiile sinagogale compuse de Belțer, bazată pe un motiv popular românesc din Basarabia, l-a inspirat pe compozitorul Samuel Cohen pentru melodia imnului de stat al Israelului.

## Discipoli
Belțer a avut numeroși discipoli. Printre cei mai importanți se numără:
- Pine Mincovschi (1859-1924)
- Zelig Mogulescu
- Boris Tomașevski
- Isidor Blumental (1844-1924)
- Iosif Șapiro (1894-1936)
- Menahem Kipnis (1878-1942)
- Moișe Milner
- Gherșon Iosilevici (?- 1928)
- Mordehai-Leib Mucinik (1882-?)
- Iosef Șternberg (1894-?)
- Hazan (Hozn) Mehl (cantorul Vertiujenilor)

## Foto și referințe
- Foto Arhivat în 5 martie 2016, la Wayback Machine.
- Autorul Imnului de Stat al Israelului, Șmuel Coen, despre Nisn Belțer Arhivat în 28 februarie 2009, la Wayback Machine.